# Vaandeljatten
Vaandeljatten is de benaming die in Vlaamse studentenkringen gebruikt wordt voor het op speelse wijze buit maken van petten en vlaggen van rivaliserende zuster- en broederverenigingen.
Naast de mores die binnen een studentenvereniging gelden kan er ook een speelse rivaliteit tussen de besturen gelden. Zo zijn het receptieboek, vlag, bestuurslinten en pedelstaf bij een constitutiereceptie (bestuurswisseling) geliefde voorwerpen om als trofee mee te nemen. Dit onder het motto dat ze maar beter op hun spullen moeten letten. Het is niet de bedoeling dat veroverde zaken ook gehouden worden, jatten om te houden is duidelijk niet de bedoeling. Het onoplettende bestuur krijgt spoedig bericht dat men in het bezit is van het desbetreffende voorwerp en moet een ludieke opdracht vervullen om het voorwerp terug te krijgen. Tenzij er ruilwaar is natuurlijk.
Het gebruik komt ook voor onder verschillende studenten- en studieverenigingen in Nederland, soms onder de benaming brassen. Het jatten van vaandels gebeurt overigens niet bij iedere vereniging: met name de jongere verenigingen beschikken niet over een eigen vaandel, en de oudere verenigingen beschikken soms over een dermate oud (en teer) vaandel, dat het funest voor het vaandel zou zijn om hem te verplaatsen. Vaak wordt hierbij dan overgegaan tot het "veiligstellen" van andere voorwerpen, zoals hierboven beschreven.

## Geschiedenis
In de middeleeuwen waren studentenverenigingen gegroepeerd aan de hand van het land van afkomst, de zogenaamde ‘nationes’. De verenigingen hadden ook toen een duidelijk doel voor ogen, namelijk bescherming in deze onveilige tijden. Wanneer nationale belangen elkaar in de weg stonden, werden veldslagen gehouden. Het hoogste doel wat toen bereikt kon worden, was het veroveren van elkaars vlag. Net zoals in ‘echte’ oorlogen waar werd gehandeld met krijgsgevangenen tegen losgeld, werd er ook onderhandeld over het terugkrijgen van de vlag. Vaak werd het losgeld vervangen door losbier. Toen de tijden wat rustiger werden, is deze traditie toch gehandhaafd omdat het voor een spelelement en interactie zorgt tussen de verenigingen, wat ironisch genoeg ook voor een betere samenwerking zorgt. In de geschiedenis, in de 19e eeuw, is een tweedeling te zien tussen Germaanse en Latijnse studententradities. In de Germaanse regio’s werd het verboden om vaandels buit te maken. Mocht dit toch gebeuren dan ontstond als represaille vaak een duel. In de andere landen zoals Italië en Frankrijk werd de traditie in ere gehouden. In België kent men uit het recente verleden nog de conflicten tussen Vlaams- en Franstalige studenten. Denk hierbij vooral aan ‘Leuven Vlaams’. Hierbij werden daadwerkelijk gevechten gehouden waarbij Vlaamse studenten werden neergeschoten. Een van de doelen was wederom het buit maken van petten en vlaggen.